# Isandro
Nella mitologia greca,  Isandro  era il nome del figlio di Bellerofonte

## Il mito
Isandro era uno dei tre figli che Bellerofonte ebbe dalla figlia del re di Licia, che prima aveva voluto mettere alla prova l'eroe per poi riconoscerlo come figlio di una divinità. Gli altri figli erano Laodamia ed Ippoloco. Ares che odiava Bellerofonte decise di vendicarsi facendo in modo che proprio Isandro trovasse morte in battaglia

### Interpretazione e realtà storica
Non è chiaro il motivo dell'odio degli dei verso Bellerofonte, anche Omero non specificava tale sentimento. Pindaro suggerisce invece che abbia cercato di raggiungere la dimora degli dei come altri prima di lui.

### Fonti
- Omero, Iliade VI, versi 197-203

### Traduzione delle fonti
- Omero, Iliade, quinta edizione, Bergamo, BUR, 2005, ISBN 88-17-17273-1. Traduzione di Giovanni Cerri